# Kreßbachsee
Der Kreßbachsee, auch Kressbachsee genannt oder umgangssprachlich oft nur Kreßbach, ist ein Speicher- und Hochwasserrückhaltebecken innerhalb der Stadtgrenzen von Ellwangen (Jagst) nahe der oberen Jagst im Nordosten Baden-Württembergs.

## Beschreibung
Der im Unterraum Ellwanger Berge des Naturraums Schwäbisch-Fränkische Waldberge liegende See ist im oberen Mittelkeuper oder im Oberkeuper angelegt und wird hauptsächlich vom Kressbach gespeist, der ihn auch über seinen Restlauf von nur etwa 0,6 km nordwestlich zur nahen Jagst entwässert. Diesem fließt im See von links der wesentlich kürzere Rotkreuzbach zu, der beim namengebenden Rindelbacher Wohnplatz Rotkreuz auf dem südwestlichen Randhügel entspringt. Eine größere, an Rotkreuz anschließende Siedlung der Ellwanger Kernstadt steht im Süden, Rindelbach liegt überwiegend etwas abseits im Nordwesten im abwärtigen Jagsttal.
Die Seefläche von etwa 6,6 ha gehört zum überwiegenden Teil zur Rindelbacher Stadtteilgemarkung, ein kleiner Teil nahe am Südufer auch zur Kernstadtgemarkung. Dort betreibt die Stadt zur Naherholung ein öffentliches Natur-Freibad. Ans Ufer grenzt überwiegend Wald des Virngrunds, ausgenommen nur den kleinen Vorsee, den Uferbereich des Bades und das untere Seeende mit dem Damm, über den ein Fahrweg in den nördlich anliegenden Wald Bernhardrod führt. Die Oberfläche des Sees liegt auf etwa 433 m ü. NN, er ist fast 750 Meter lang und an der weitesten Stelle etwa 150 Meter breit. Sein Wasser ist bräunlich und trübe.

### LUBW
Amtliche Online-Gewässerkarte mit passendem Ausschnitt und den hier benutzten Layern: Karte von Kreßbachsee und Umgebung

Allgemeiner Einstieg ohne Voreinstellungen und Layer: Daten- und Kartendienst der Landesanstalt für Umwelt Baden-Württemberg (LUBW) (Hinweise)
1. ↑  Seefläche nach dem Layer Stehende Gewässer.
2. 1 2  Dimensionen abgemessen auf dem Hintergrundlayer Topographische Karte.
3. ↑  Einzugsgebiet bestimmt als Differenz aus dem des gesamten Kressbachs nach dem Layer Basiseinzugsgebiet (AWGN), davon abgezogen dessen nur kleinen abgemessenen Mündungskeil unterhalb des Sees.
4. ↑  Länge abgemessen auf dem Hintergrundlayer Topographische Karte.

### Andere Belege
1. ↑  Höhe nach blauer Beschriftung auf: Geoportal Baden-Württemberg (Hinweise)
2. ↑  Hansjörg Dongus: Geographische Landesaufnahme: Die naturräumlichen Einheiten auf Blatt 171 Göppingen. Bundesanstalt für Landeskunde, Bad Godesberg 1961. → Online-Karte (PDF; 4,3 MB)
3. ↑  Geologie nach: Mapserver des Landesamtes für Geologie, Rohstoffe und Bergbau (LGRB) (Hinweise)